# Taruik Sese
Der Taruik Sese ist ein Berg in der osttimoresischen Gemeinde Bobonaro. Er liegt im Norden des Sucos Leohito (Verwaltungsamt Balibo), im Zentrum der Aldeia Ferik Katuas und hat eine Höhe von 410 m. Der Taruik Sese befindet sich nordwestlich des Berges Taruik Fatumandiri und östlich des Ortes Ferik Katuas 1 (Wiwik).